# جوزيف هينز مور
جوزيف هينز مور (بالإنجليزية: Joseph Haines Moore)‏ هو عالم فلك أمريكي، ولد في 1878، وتوفي في 1949.